# Julie Andrews
Julie Andrews (født 1. oktober 1935) er en engelsk Emmy-, Grammy- og Academy Award-vindende skuespillerinde, sangerinde og forfatter. To af hendes mest populære film er The Sound of Music og Mary Poppins. For Mary Poppins fik hun tildelt en Oscar for bedste kvindelige hovedrolle.
Hun lavede sin Broadway debut i 1954 for "The Boyfriend", som var en stor succes. Senere spillede hun også Eliza Doolittle i "My Fair Lady" (1956) og Dronning Guenevere i "Camelot" (1960) .Begge disse musicals var også kæmpe succeer. Da "My Fair Lady" senere blev lavet til en film, valgte instruktører at have Audrey Hepburn i rollen som Eliza Doolitle, i stedet for Andrews, da han mente at hun havde for lidt "film" erfaring. Til den næste Oscar-uddeling var både Andrews og Hepburn nomineret i den samme kategori. Andrews endte med at vinde Oscaren for bedste kvindelig hoverolle for sin rolle i Mary Poppins.
Hun lavede sin film debut i 1964 i Disney filmen Mary Poppins. For denne rolle vandt hun en Oscar for bedste kvindelige hovedrolle. Året efter, fik hun endnu en Oscar nominering, denne gang for hendes rolle i "The Sound of Music".
I 2000, fik hun tildelt titlen, Dame Commander of the British Empire (DBE) af Dronning Elizabeth II. Andrews er også børnebogsforfatter og i 2008 udgav hun sin selvbiografi, "Home: A Memoir of My Early Years".
Andrews havde oprindeligt en meget imponerende stemme, indtil hun i 1997 undergik en operation som permanent skadede hendes stemme.